# Noordhavenpoort
De Noordhavenpoort is een van de drie overgebleven stadspoorten van de stad Zierikzee, in de Nederlandse provincie Zeeland. De Noordhavenpoort is gelegen tegenover de Zuidhavenpoort bij de ingang van de oude haven.

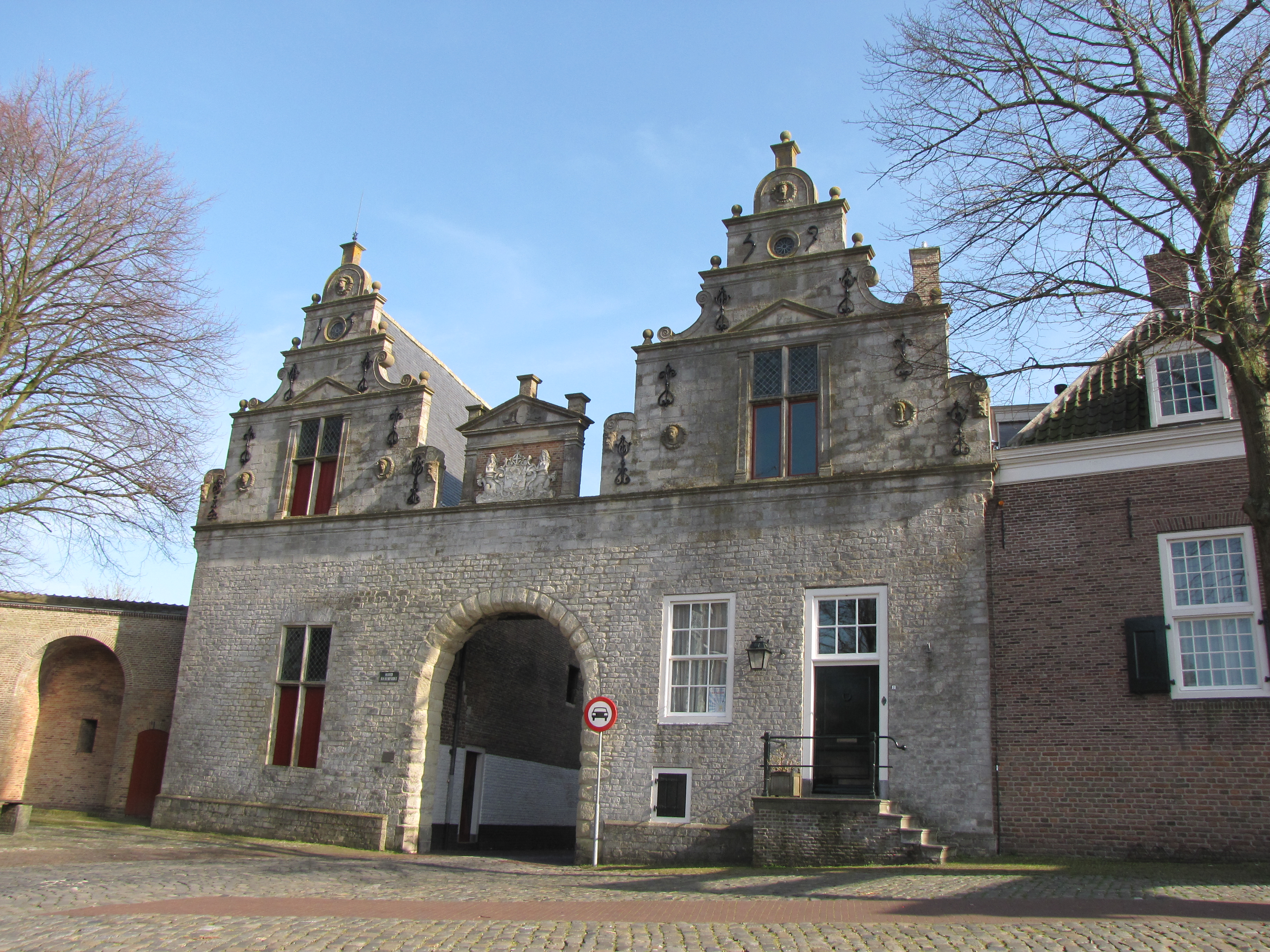
Stadszij met renaissancegevel
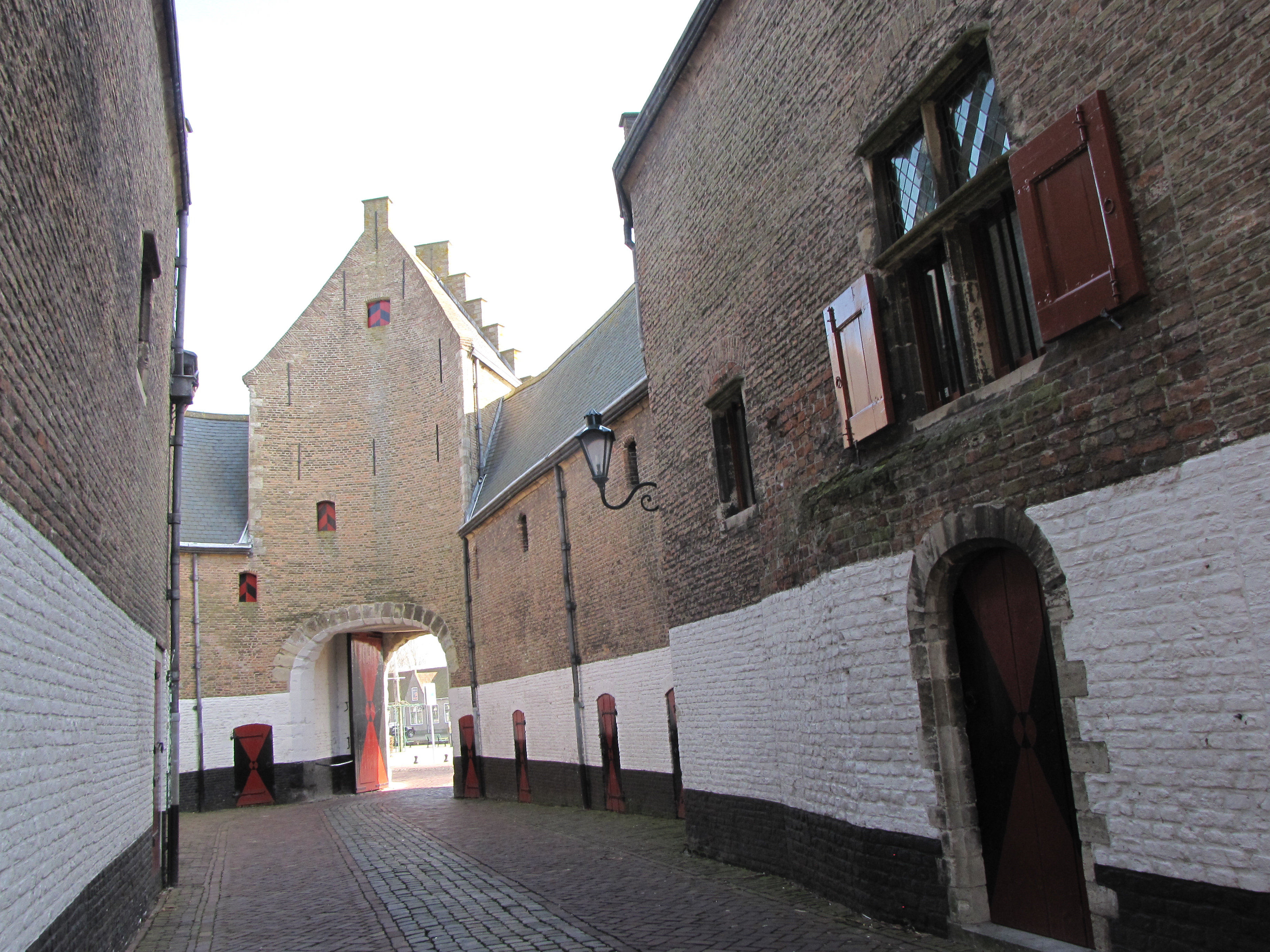
Binnenplaats met baksteenmuren
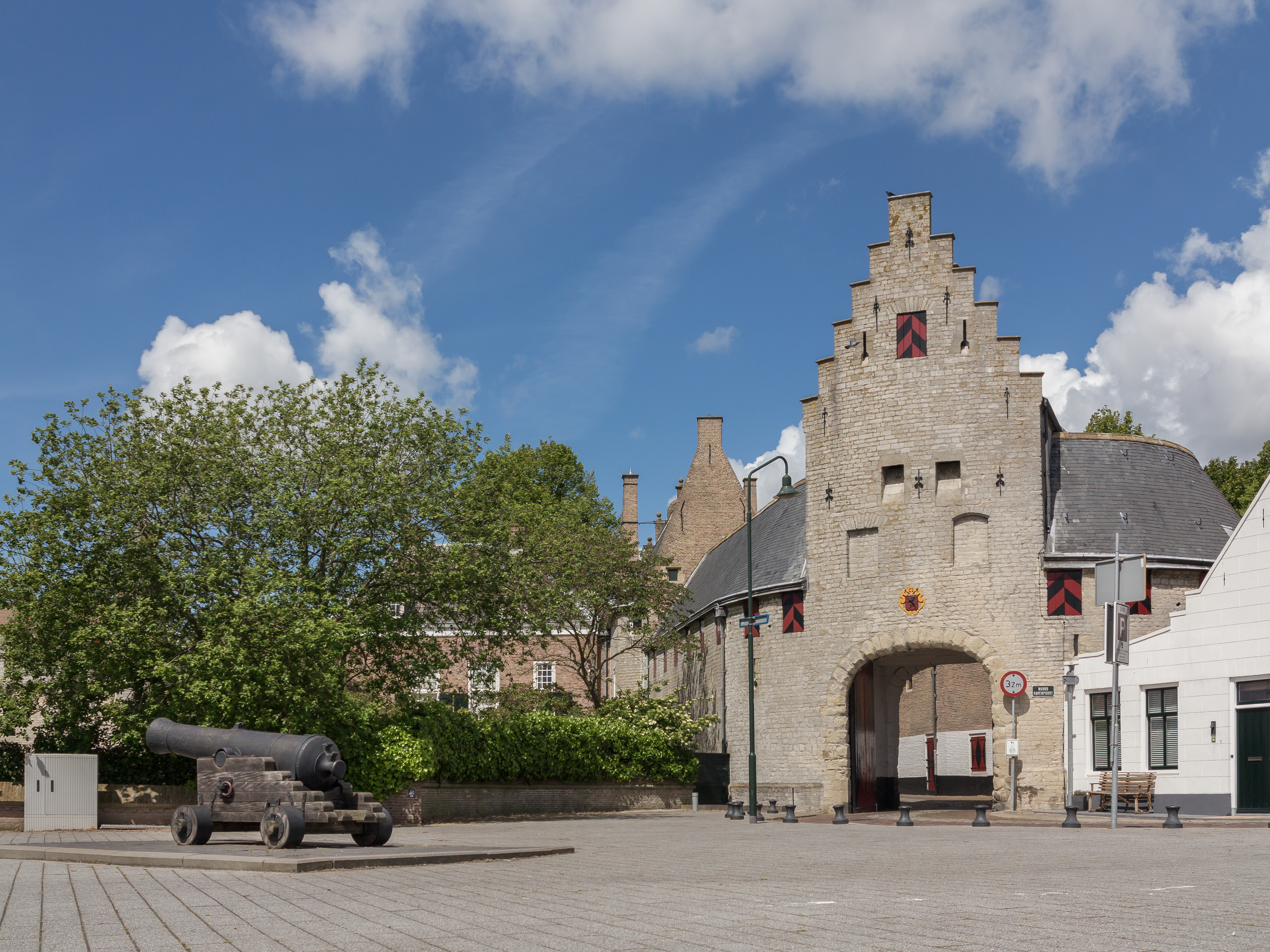
Buitenpoort, veldzij met steenmuren

De poort werd in oorsprong in de 14e eeuw gebouwd. Later werden de poorten uitgebreid, verfraaid en verbouwd. Zijn huidige vorm dateert uit het begin van de 16e eeuw. Alhoewel de Noordhavenpoort tegenwoordig sterk verschilt van de Zuidhavenpoort, was hij er bij zijn oprichting waarschijnlijk vrijwel identiek aan.